# Kadua cookiana
Kadua cookiana är en måreväxtart som beskrevs av Adelbert von Chamisso och Diederich Franz Leonhard von Schlechtendal. Kadua cookiana ingår i släktet Kadua och familjen måreväxter. Inga underarter finns listade i Catalogue of Life.